# Heliophila affinis
Heliophila affinis là một loài thực vật có hoa trong họ Cải. Loài này được Sond. mô tả khoa học đầu tiên.